# NGC 1954
NGC 1954 في الفهرس العام الجديد، هي مجرة، تقع في كوكبة الأرنب. اكتشفت في 14 ديسمبر 1786 بواسطة ويليام هيرشل.

## روابط خارجية
- NGC 1954 على موقع ويكي سكاي: DSS2, SDSS, GALEX, IRAS, Hydrogen α, X-Ray, Astrophoto, Sky Map, Articles and images